# Crepidodera luminosa
Crepidodera luminosa är en skalbaggsart som beskrevs av Charles Christopher Parry 1986. Crepidodera luminosa ingår i släktet Crepidodera och familjen bladbaggar. Inga underarter finns listade i Catalogue of Life.